# Gibraltar na Mistrzostwach Europy w Lekkoatletyce 2014
Gibraltar na Mistrzostwach Europy w Lekkoatletyce 2014 – reprezentacja Gibralraru podczas Mistrzostw Europy w Zurychu liczyła 3 zawodników.

## Występy reprezentantów Gibraltaru

### Mężczyźni

#### Konkurencje biegowe
| Konkurencja    | Zawodnik        | Eliminacje | Eliminacje | Półfinał | Półfinał | Finał    | Finał | Źródło |
| Konkurencja    | Zawodnik        | Rezultat   | Poz.       | Rezultat | Poz.     | Rezultat | Poz.  | Źródło |
| -------------- | --------------- | ---------- | ---------- | -------- | -------- | -------- | ----- | ------ |
| Bieg na 400 m  | Karl Baldachino | 55.09      | 40.        | NQ       | NQ       | NQ       | NQ    | [ 1 ]  |
| Bieg na 1500 m | Kelvin Gomez    | 4:05.71    | 30.        | —        | —        | NQ       | NQ    | [ 2 ]  |

### Kobiety

#### Konkurencje biegowe
| Konkurencja   | Zawodniczka   | Eliminacje | Eliminacje | Półfinał | Półfinał | Finał    | Finał | Źródło |
| Konkurencja   | Zawodniczka   | Rezultat   | Poz.       | Rezultat | Poz.     | Rezultat | Poz.  | Źródło |
| ------------- | ------------- | ---------- | ---------- | -------- | -------- | -------- | ----- | ------ |
| Bieg na 800 m | Kim Baglietto | 2:24.47    | 29.        | NQ       | NQ       | NQ       | NQ    | [ 3 ]  |